# Sinodytes hubbardi
Sinodytes hubbardi är en skalbaggsart som beskrevs av Spangler 1996. Sinodytes hubbardi ingår i släktet Sinodytes och familjen dykare. Inga underarter finns listade i Catalogue of Life.